# Francois Balloux

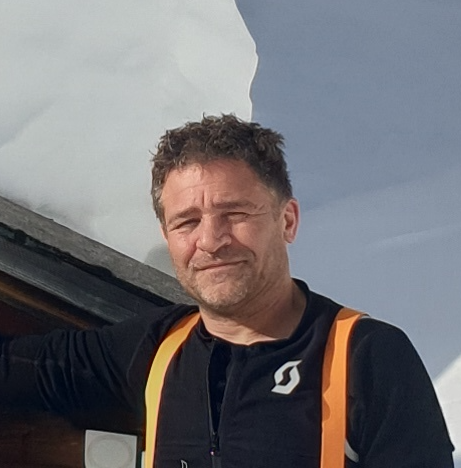
Francois Balloux

Francois Balloux é o Director do UCL Genetics Institute, e um Professor de Biologia Computacional na University College London .

## Ensino e Formação
Balloux tem um excelente histórico de ex-membros do grupo que se tornaram cientistas independentes de sucesso. Mais da metade dos alunos de doutoramento e pesquisadores de pós-doutoramento que supervisionou até ao momento já garantiram posições como líderes de grupos de pesquisa independentes. Os mentorados incluem o Dr. Vegard Eldholm, Dr. Thibaut Jombart, Prof Laurent Lehmann, e Dra. Lucy Weinert.